# Nautineum Dänholm
Das Nautineum auf der zu Stralsund gehörenden Insel Dänholm ist eine im Jahr 1999 eröffnete Außenstelle des Stralsunder Meeresmuseums. Es gehört zur Stiftung Deutsches Meeresmuseum und dient als Sammlungs- und Forschungsstandort.

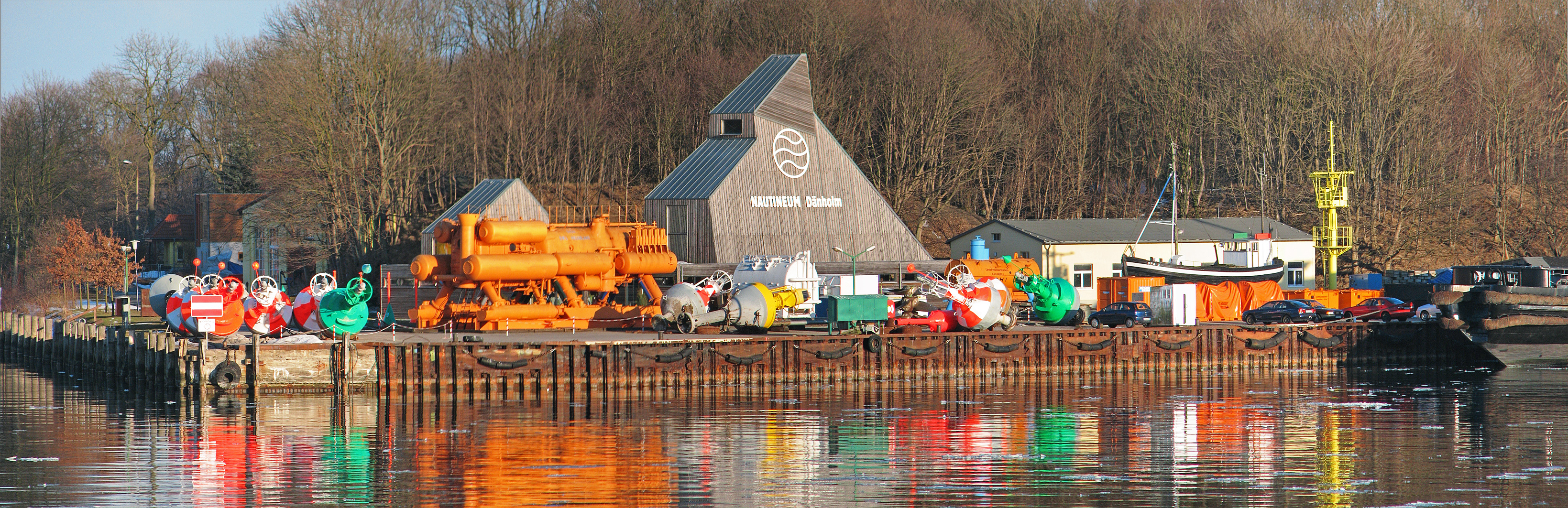
Nautineum

Bis 2021 war das über zwei Hektar große Gelände als Museum für Gäste zu besichtigen, gezeigt wurden in Hallen und im Freien Ausstellungen zu den Themen Fischerei, Meeresforschung, Walforschung, Hydrographie und Seewasserstraßen. So wurde der Schiffbau in Stralsund (auf der Volkswerft Stralsund) sowie der Fischfang auf Ostsee und Bodden beleuchtet, zu sehen war dazu auch ein restauriertes Zeesenboot (STR 9). Zu den Ausstellungsstücken zählten das deutsche Unterwasserlabor Helgoland und die erste deutsche Unterwasserstation BAH 1. Auch Deutschlands erstes bemanntes Forschungstauchboot Geo war von Mitte der 1990er Jahre bis zu seiner Umsetzung in das Ozeaneum Stralsund hier ausgestellt. Seit 2012 war das Tauchboot Shark Observer Vehicle (SOV I) als Dauerleihgabe der Organisation Sharkproject zu sehen; mit ihm beobachteten Wissenschaftler in den Jahren 2006 und 2007 vor Südafrika das Verhalten von Weißen Haien. Dieses Tauchboot sowie auch die BAH-1 wurde ab August 2016 ans Westfälische Landesmuseum in Münster verliehen.
Das Nautineum ist der einzige Ort in Mecklenburg-Vorpommern, der für die Sektion von Walen zugelassen ist. Dabei sind Zuschauer zugelassen. Zur Sektion eines 2005 bei Rügen gefundenen Finnwals kamen mehr als tausend Zuschauer. Die Bürgerschaft der Stadt Stralsund beschloss im Juni 2022, den 10,4 Hektar großen kleinen Dänholm zu erwerben, als Kaufpreis wurden 925.000 Euro genannt. Geplant ist dabei auch, in Zusammenarbeit mit dem Meeresmuseum, die Errichtung eines Forschungszentrums auf dem Dänholm. Seit dem Jahr 2022 ist das Nautineum für Gäste geschlossen.